# Чернавских, Николай Матвеевич
Николай Матвеевич Чернавских (12 августа 1921, с. Бобровское, Екатеринбургский уезд, Екатеринбургская губерния, РСФСР — 12 февраля 1945, Германия) — старший сержант Рабоче-крестьянской Красной Армии, участник Великой Отечественной войны, Герой Советского Союза (1945).

## Биография
Родился 12 августа 1921 года в селе Бобровском Екатеринбургского уезда Екатеринбургской губернии (ныне посёлок Бобровский в Сысертском районе Свердловской области).
После окончания ремесленного училища работал на мебельной фабрике.
В 1940 году призван на службу в РККА. С начала Великой Отечественной войны — на её фронтах.
К августу 1944 года старший сержант Николай Чернавских командовал орудием 685-го лёгкого артиллерийского полка, 15-й лёгкой артиллерийской бригады, 3-й артиллерийской дивизии прорыва, 38-й армии, 1-го Украинского фронта. Отличился во время освобождения Польши. 1 августа 1944 года расчёт Чернавских участвовал в отражении немецкой контратаки в районе населённого пункта Яблонице Польска, нанеся противнику большие потери.
12 февраля 1945 года погиб при форсировании Одера. Похоронен в немецком селе Тейхлинден (ныне село Милеёвице), севернее города Олава, Нижнесилезского воеводства (Польша).

## Награды
Указом Президиума Верховного Совета СССР от 21 февраля 1945 года старший сержант Николай Чернавских посмертно был удостоен высокого звания Героя Советского Союза. Также был награждён орденом Ленина, орденом Красной Звезды (23.02.1944) и медалью За отвагу (17.05.1943).

## Память
В честь Чернавских названа улица в его родном посёлке.